# Valve Index
Valve Index — це шолом віртуальної реальності, розроблений та виготовлений Valve. Анонсований 30 квітня 2019, шолом був випущений 28 червня того ж року. Index є шоломом другого покоління і першим, повністю виготовленим компанією Valve. Half-Life: Alyx продається у комплекті з шоломом.

## Технічні характеристики

### Дисплей
У шоломі використовується LCD панель із швидким перемиканням IPS 1440×1600 для кожного ока для комбінованої роздільної здатності 2880×1600. Панелі охоплюють весь спектр RGB і можуть працювати з частотою оновлення 80, 90, 120 або 144 Гц. Зазначене поле зору становить 130°, але користувачі повідомляють про практичне поле зору 120°. Панелі та лінзи можна переміщати горизонтально, щоб регулювати міжзіничну відстань (IPD) користувача за допомогою фізичного повзунка під дисплеями. Допустимий діапазон регулювання IPD становить від 58 до 70 мм.

### Відстеження
Шолом та контролери підтримують систему відстеження Valve Lighthouse 2.0, зберігаючи повну сумісність з усіма попередніми базовими станціями HTC Vive за допомогою SteamVR .

### Контролери
Шолом призначений для використання з контролерами Valve Index, відомими під час розробки як Knuckles Controllers, але також зворотно сумісна з контролерами HTC Vive і HTC Vive Pro. Контролери Valve Index мають аналоговий стік, сенсорну панель, дві кнопки на лицьовій стороні, кнопку меню, тригер і додаткові 87 датчиків, що дозволяють контролерам відстежувати положення рук та пальців, а також руху і тиску для створення точного відображення руки користувача у віртуальній реальності. Крім того, контролери містять акселерометр для додаткових вимірювань. У 2018 році була створена технічна демонстрація під назвою Moondust, щоб продемонструвати можливості ранньої версії Knuckles.

### Звук
Index містить «пару позавушних (екстраслухових) навушників із повним діапазоном ультраближнього поля», які використовують драйвери BMR для створення точних і захоплюючих звуків низьких частот, а також мікрофон.

## Історія

### Розробка

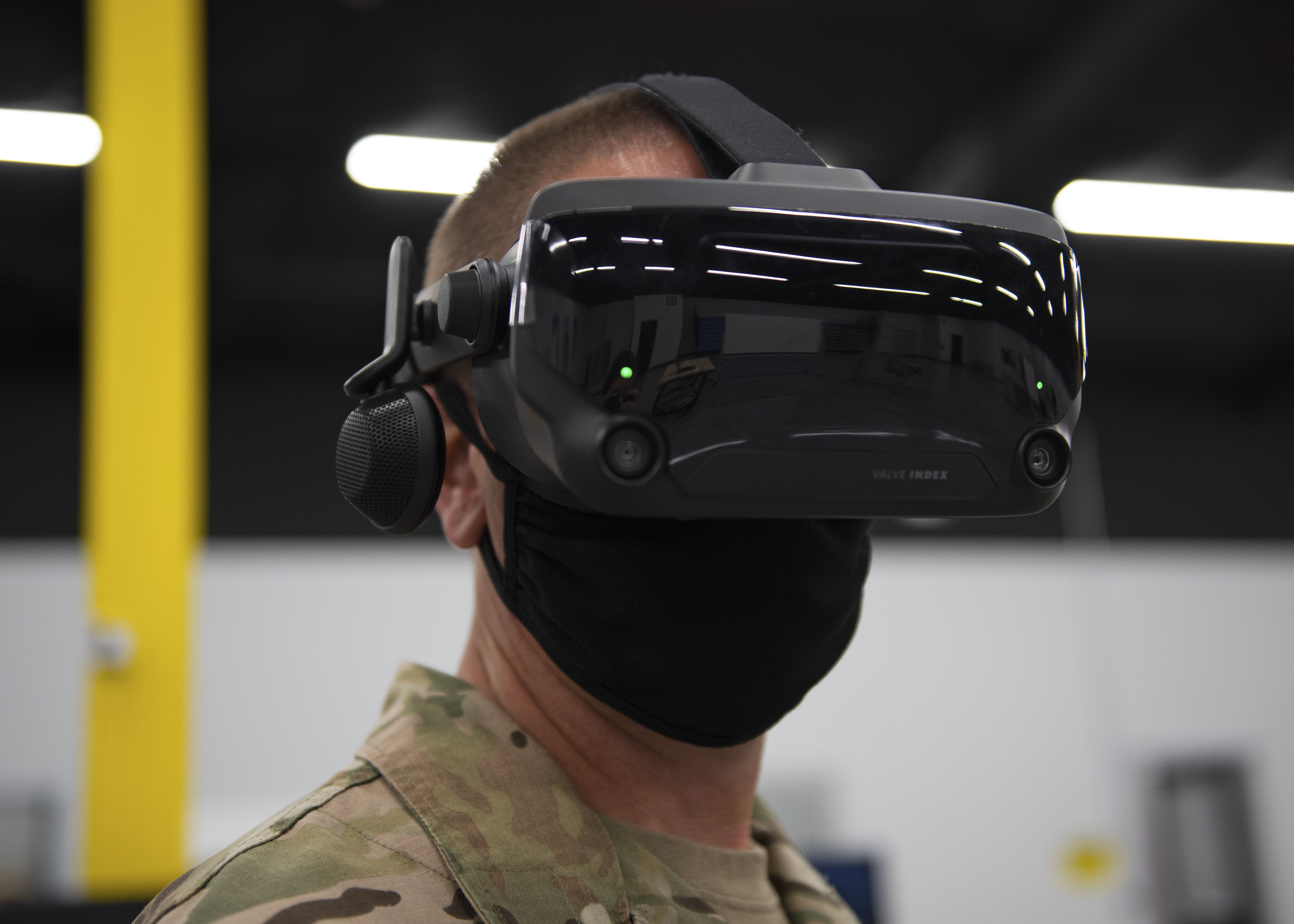
Старший військовослужбовець ВПС США використовує гарнітуру Valve Index

Valve Index — це перший шолом віртуальної реальності Valve, розроблений та виготовлений власноруч, і планується, що він стане початковою консоллю для майбутніх VR ігор Valve. Згідно з інтерв'ю з персоналом, розробка шолому розпочалася приблизно в 2015 році, до випуску шолому Vive з HTC. У лютому 2021 року компанія Valve зареєструвала патенти на нову гарнітуру віртуальної реальності, описуючи вдосконалення в порівнянні з попередньою моделлю.

### Реліз
Згідно оцінок, у 2019 році було розпродано 149 000 одиниць шолому, 103 000 з яких припало на четвертий квартал завдяки анонсу Half-Life: Alyx, яка при покупці додавалась безкоштовно. Раптовий попит призвів до того, що в січні 2020 року пристрій було розпродано в усіх 31 країнах, крім Японії Станом на грудень 2019 року Valve Index складав 6,67 % усіх VR пристроїв, підключених до Steam. Хоча Valve передбачала поставку для багатьох одиниць шолому для передзамовників Index до випуску Half-Life: Alyx у березні 2020 року, пандемія COVID-19 вплинула на виробництво Index, через що Valve мала обмежену кількість одиниць на момент випуску.